# イリノイ川

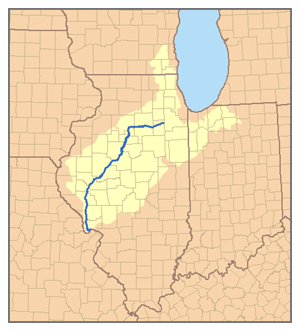
イリノイ川流域

イリノイ川（イリノイがわ、英: Illinois River）は、アメリカ合衆国イリノイ州の北東部から南西に向かって流れる川であり、ミシシッピ川の主要な支流である。長さは273マイル (439 km)、流域面積は28,070平方マイル (72,701 km2) であり、イリノイ州中央部の大部分から水を集めている。この川は五大湖地方とミシシッピ川を繋ぐ水路としてインディアンや初期フランス人交易業者にとって重要だった。この川に沿って入った植民者はイリノイ・カントリーとして知られる地域の中心部を形成した。19世紀にイリノイ・ミシガン運河とヘネピン運河ができると、ミシガン湖とミシシッピ川を繋ぐこの川の役割は、近代的産業製品の輸送の時代にまで拡大していった。

## 流路
イリノイ川は、イリノイ州グランディ郡東部ジョリエットの南西約10マイル (16 km) にあるカンカキー川とデプレインズ川の合流点に端を発する。イリノイ州北部を西行しモリスやオタワの都市を過ぎると、マゾン川やフォックス川が合流する。ラサール市ではバーミリオン川が合流し、その後も西にペルーとスプリングバレーの各都市を過ぎる。ビュロー郡の南西部「グレート・ベンド」と呼ばれる地域で南に転じイリノイ州西部を南西に流れ、ラコン市を過ぎ、流域の主要都市であるピオリア市中心街に至る。
ピオリアの南でマッキノー川と合流し、チョートークア国立野生生物保護区を過ぎる。ハバナ市の対岸でスプーン川と合流しブローニング市の向かいではサンガモン川と合流する。ベアーズタウンの南西約5マイル (8 km) ではラモイン川が流れ入る。
ラモイン川との合流点近くで南に転じ、イリノイ州南部はミシシッピ川とほぼ並行して南流する。グリーン郡とジャージー郡の郡境でマクーピン・クリークと合流する。ここはミシシッピ川との合流点まで約15マイル (24 km) である。
イリノイ川下流の20マイル (32 km) は、ミシシッピ川とわずか5マイル (8 km) を隔てているだけである。セントルイスの中心街から約25マイル (40 km) 北西にあるグラフトン近くでミシシッピ川と合流する。ここはミシシッピ川とミズーリ川の合流点からは約20マイル (32 km) 上流にあたる。

## 地理

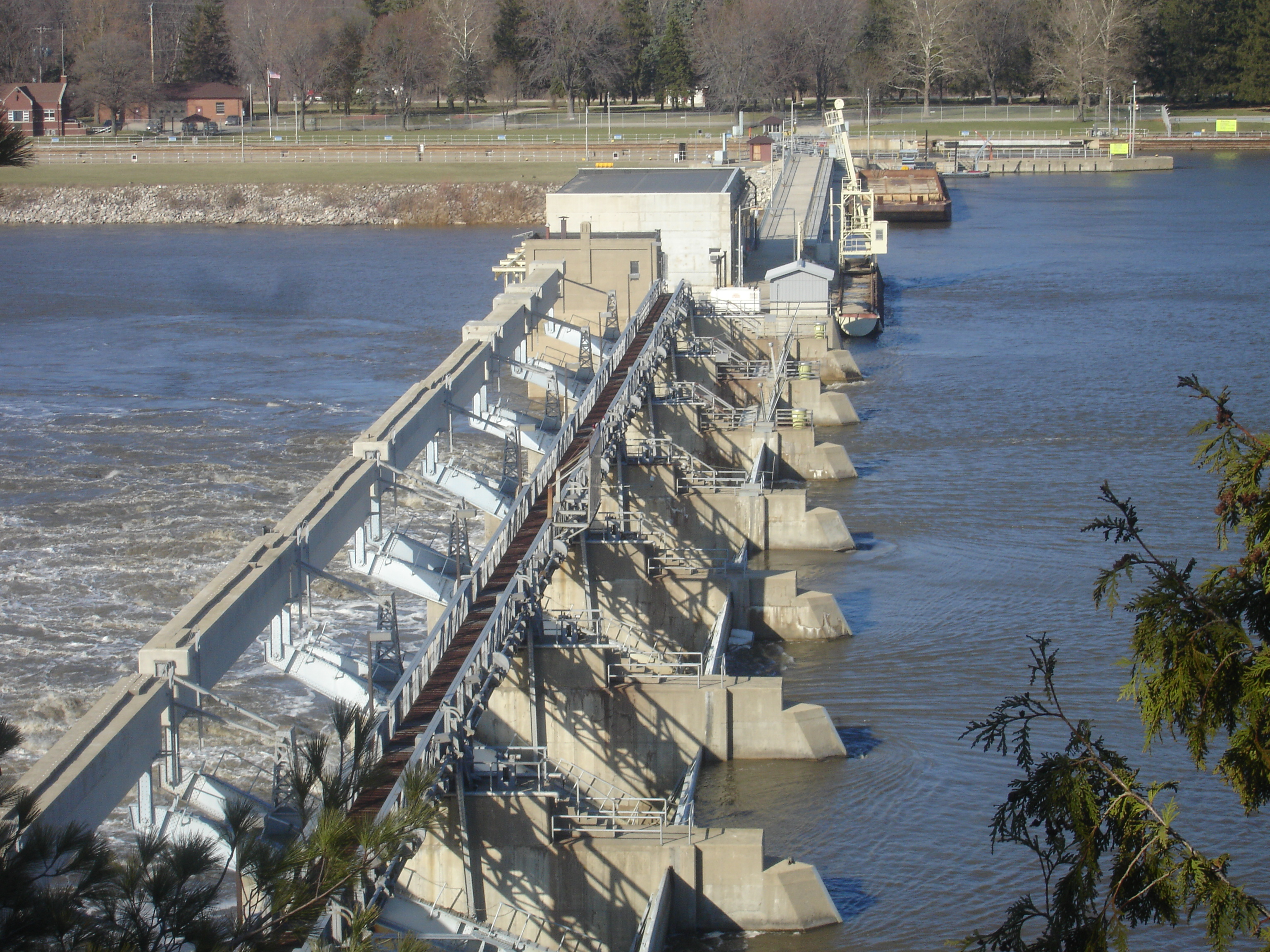
スターブドロック州立公園近くの閘門ダム

イリノイ州ヘネピンの南で、イリノイ川はミシシッピ川が古代に流れていた水路を流れている。約30万年前から13万2千年前までのイリノイ階では、ロックアイランド近くでミシシッピ川が遮られ、現在の水路に向けられせた。氷河が溶けた後、イリノイ川が古代水路に流れ込んだ。ヘネピン運河はロックアイランド上流ではミシシッピ川の古代水路を大まかに辿っている。
イリノイ川の現在の水路はカンカキー川の急流によって数日の内に形作られた。約1万年前にウィスコンシン氷河が溶けたとき、現代の五大湖の一つに匹敵するような湖がインディアナに形成された。この湖はその氷河の亜階における末端氷堆石の背後に造られた。北の氷が溶けたために最終的には湖の水面が上がり、氷堆石の上を乗り越えた。自然の堤が破壊され湖に溜まっていた水全体が大変短い間に、おそらくは数日間で流れ出した。
イリノイ川はその形成方法のために深い渓谷を縫って流れ、多くの岩場ができた。現代で考えられる水量には必要の無いほどはるかに大きな「活用されない水路」を持っている。

## 生態系
流域の氾濫原には湖、湿地、草原（プレーリー）、サバナおよび森林が広がり、キク科のBoltonia decurrensなどの植物が生えている。河川とその周辺の氾濫原にはフエコチドリ、オウサマクイナ、ハヤブサ、バン、アメリカサンカノゴイ、オビハシカイツブリ、ヘラチョウザメ、アメリカウナギなどの動物が生息している。ヘネピン郊外のスー・アンド・ウェス・ディックソン水鳥保護区とハバナ郊外のエミクォン国立野生生物保護区・チョートークア国立野生生物保護区一帯は2012年にラムサール条約登録地となった。

## 歴史

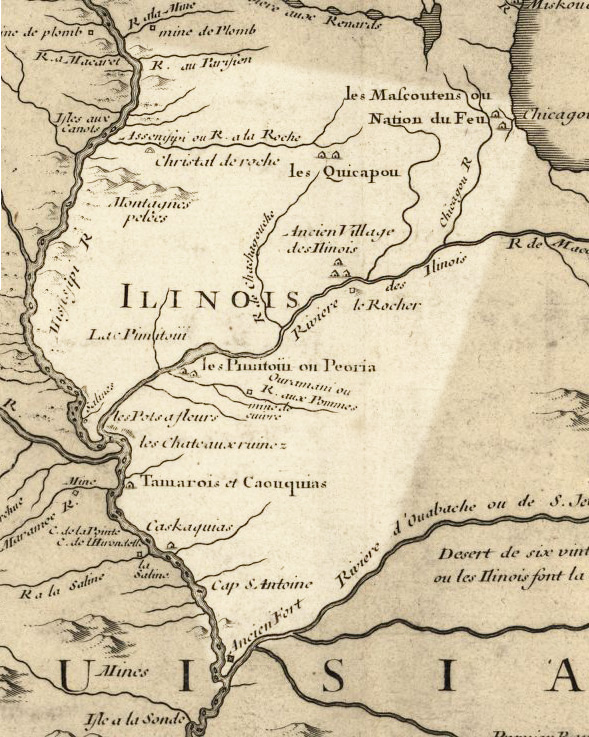
1718年の地図に書き込まれたイリノイ川、現在のイリノイ州をハイライトで示す。

イリノイ川流域はイリノイ連邦インディアンの強固な地盤だった。フランス人が1673年にここで初めてインディアンと出逢った。イリノイ州内のヨーロッパ人による最初の開拓地は、1675年イリノイ川岸のスターブドロックにイエズス会宣教師のジャック・マルケットによって設立された。1680年、ラサールがスターブドロックにイリノイでは最初の砦であるセントルイス砦を建設し、後にこれがピオリアに近いクレーブキュールに移されて、イエズス会宣教師も移った。

## 現代の利用
1905年から1915年、イリノイ川では、コロラド川を除くアメリカ合衆国のどの川よりも淡水魚が多く獲れた。この川はかつて貝ボタン産業用のイシガイ類の主要な供給源だった。しかし過剰な漁獲および多量の沈泥や水質汚染による生息地の喪失によって、海外の真珠養殖用の核を供給するための少量のイシガイ類を除いて商業的な漁労はほとんどできなくなった。スプリング・バレーに架かる89号線橋より下流では商業的漁業が現在も続いている。この川は世界クラスのSander canadensis（sauger）釣りでは重要なスポーツフィッシングの場となっている。
イリノイ川は五大湖岸シカゴからミシシッピ川を繋ぐ現代水路の一部となっている。この水路は元々イリノイ川とシカゴ川を繋ぐイリノイ・ミシガン運河を建設することで確立された。シカゴ衛生管理区域局が後にイリノイ川の流れを逆流させ、シカゴ市の汚染水や下水がイリノイ川を降った。イリノイ・ミシガン運河はそれ以来シカゴ衛生・船舶運河を含むイリノイ水路に置き換えられた。川の水運と洪水制御はアメリカ陸軍工兵司令部が管理する8カ所の閘門とダムで行われている。現在安全上の理由で全ての閘門とダムは観光用には閉じられているが、システム全体について優れた解説を提供しているスターブドロック観光センターだけは例外である。穀物や石油など嵩張る商品を運ぶ艀の交通量は多い。夏と初秋のシーズンには北東アメリカを船で巡航するグレートループを通るプレジャーボートも使っている。イリノイ川はグレートループの重要な一部である。
ピオリア市はイリノイ川に複合下水放流を減らすための長期計画を開発している。これはアメリカ合衆国環境保護庁とイリノイ州環境保護庁が要求するものである。乾季には市内の下水管を下水が無事に流れて大ピオリア衛生管理区域の下水処理場に入っている。しかし、年に28回、雪解け水や雨が原因で下水管の許容量を超え、未処理の下水がイリノイ川に流れ込んでいる。ピオリアは水質汚濁防止法に適い、イリノイ川を守るためにその下水放流を調べ、長期制御計画を準備しなければならない。この計画は2008年12月までにアメリカ合衆国環境保護局とイリノイ州環境保護部宛て提出する必要があった。

## 流域の都市と町
| - バス - ベアーズタウン - ブラウニング - チリコシー - クレーブキュール - イーストピオリア - フロレンス - ハーディン - ハバナ - ヘネピン - ヘンリー | - カンプスビル - キングストンマインズ - ラサール - ラコン - リバプール - マーセールズ - メレドシア - モリス - ネイプルズ - ナプレート - ノースウティカ | - オグルスビー - オタワ - ペキン - ピオリア - ピオリアハイツ - ペルー - ローム - セネカ - スプリングベイ - スプリングバレー - バレーシティ |